# 김태영 (1968년)
김태영(1968년 1월 1일 ~ )은 대한민국의 가수이다.

## 경력
1994년 MBC 드라마 《종합병원》과 영화 《천장지구 2》의 삽입곡 `혼자만의 사랑`으로 이름이 알려졌다. 1994년 앨범을 발표하였고, 95년 《종합병원》의 속편 사운드트랙에 비슷한 느낌의 주제곡 ‘우연’을 부르기도 했지만 이전만큼의 화제를 모으지는 못한다. 그 뒤 박미경의 후임격으로 힘있는 여성싱어송 라이터를 찾던 프로듀서 김창환에게 발탁되어 영화 패자부활전의 주제곡 'FOR YOU'를 최원석과 듀엣으로 불러 재기에 성공하였다. 이후 2집 발표는 미루어 오다가 그로부터 오랜시간을 듀엣파트너와 코러스 중심의 도우미를 자청하며 신중한 준비를 하게 된다. 이 기간 중 클론의 ‘돌아와’에서 들려준 하우스 디바 창법은 클론 이상의 화제를 모으기도 했다.

## 작품

### 앨범
- Travel 2004.03
- 3집 Until I Die 2002.10.18
- 2집 2001
- 1집 1995

### 곡
혼자만의 사랑

## 같이 보기
- 천장지구
- 신효범
- 박미경